# Địa chí
Địa chí hay địa phương chí là thể loại sách ghi chép, biên soạn, giới thiệu về địa lý, lịch sử, phong tục, nhân vật, sản vật, kinh tế, văn hoá... của một địa phương (làng, xã, huyện, tỉnh, thành phố...), ví dụ như Dư địa chí (1435) của Nguyễn Trãi hay Gia Định thành thông chí của Trịnh Hoài Đức. 